# Riccarda Tourou
Riccarda Tourou (* 1943 in Linz) ist eine ehemalige österreichische Mitarbeiterin der Vereinten Nationen (UN).

## Leben
Riccarda Tourou studierte Mathematik (Doktorat) und Physik an der Universität Wien, Universität Graz und an der Freien Universität Berlin. Nach einer kurzen Computerausbildung bei der Creditanstalt-Bankverein in Wien arbeitete Riccarda Tourou bei den Vereinten Nationen, von 1983 bis 2002 in führender Position. Ab 1997 hatte sie die Leitung des Genfer und Wiener Büros der Postverwaltung der UN sowie Diplomatenstatus bei der UN.
Seit 2007 arbeitet sie im Literaturmanagement und als Lektorin unter anderem mit Elazar Benyoëtz und Veronika Seyr.

## Privates
Riccarda Tourou ist verheiratet und hat einen Sohn. 
Sie hegt Interessen für Literatur, Musik (langjähriges Mitglied des Singvereins der Gesellschaft der Musikfreunde in Wien, Klavier), Reisen, Bridge und betreibt die Sportarten Golf, Skifahren und Bergwandern. 

## Ehrenamtliches Engagement
- Vorstandsmitglied im Verein der Freunde der Wiener Akademie[1]
- Mitglied des Personenkomitee der Jüdischen Gemeinde Wiener Neustadt[2]

## Auszeichnungen
- 1994: Ehrenmedaille des BDPh[3]
- 2002: Großes Silbernes Ehrenzeichen für Verdienste um die Republik Österreich[4]

## Sonstiges
Sie trat am 11. September 1986 zusammen mit Gudrun Hogaust-Pleuger als Team Tatkraft in der letzten Sendung von Dalli Dalli mit Hans Rosenthal auf.